# Éléonore Gagey
Éléonore Gagey est une  artiste lyrique mezzo-soprano française,,.

## Biographie

### Formation
Après s'être initiée à la musique par la flûte traversière,Éléonore Gagey rejoint le Chœur d'enfants d'Île-de-France puis le Jeune Chœur d'Île-de-France dirigés par Francis Bardot, qui lui permettent de faire des tournées, notamment aux États-Unis, et de se "sensibilis[er] à la vie de musicienne"et lui ont "donné un goût pour la musique".Elle vient d'une famille de mélomanes , mais n'envisage pas la carrière de chanteuse , se tournant vers le métier de sage-femme.
Pendant ses 6 ans d'études de sage-femme, elle suit des cours au Conservatoire de Paris et obtient son diplôme d'études musicales. De 2014 à 2017, Éléonore Gagey effectue un bachelor à la Haute École de musique de Lausanne, où elle se forme auprès notamment de Hiroko Kawamichi et Brigitte Balleys. Elle rejoint dès sa première année le chœur de l'Opéra de Lausanne.
Après ses études, la chanteuse lyrique réalise plusieurs classes de maître avec Ludovic Tézier, et Philippe Jaroussky notamment.

### Carrière
En 2019, elle fait partie des jeunes talents du festival international Lyrique en Mer, de Belle-Île-en-Mer et y revient ensuite régulièrement,,,.
Elle remporte en 2020 le troisième prix de la catégorie Opéra du concours international de chant des Nuits Lyriques de Marmande et est également finaliste dans la catégorie Mélodie française,.
Elle incarne, en 2022, Cherubino dans les Noces de Figaro à l'Opéra de Saint-Étienne,, ainsi que la Difficoltà et Cillène dans Le Amazzoni nell'isole fortunate avec les "Talens Lyriques" à Potsdam dans le cadre du Festival International d’Opéra Baroque de Beaune et Carmen dans "Carmen, reine du cirque" à l'Opéra d'Avignon puis en tournée en Corée du Sud.
En 2023, elle incarne Aristeo dans l'Orfeo de Sartorio sous la baguette de Philippe Jaroussky, d'abord au Théâtre de l'Athénée Louis-Jouvet puis en tournée nationale,,,. Elle est louée pour son interprétation, notamment par Christian Wasselin. Elle enregistre également l'un de ses airs pour Radio France.
Son premier disque Romancero, coenregistré  avec Guillaume Bleton, guitariste et arrangeur, compile 26 morceaux  de musique espagnole de compositeur de XXe siècle comme Saint-Saëns, Brouwer ou encore Obradors.Ce disque rassemble des histoires d'amour,  et aborde les thèmes de la passion, la trahison, le réconfort et la perte. Certains des morceaux sont diffusés sur Radio France et sont salués par la critique, comme un "travail très réussi",un "un duo à suivre…Et un disque à consommer sans modération" .Après une tournée en Bretagne, elle le crée en mai 2025 à l'opéra de Reims.

## Récompenses
Éléonore Gagey reçoit en 2020 le troisième prix dans la catégorie Opéra du concours international des Nuits lyriques de Marmande. Elle est lauréate de la Fondation Royaumont et des Nuits lyriques de Marmande dans la catégorie Mélodie française.

## Discographie
- 2024 : Romancero, duo avec Guillaume Bleton[28] (OCLC 1465430236)